# Lista produkcji studia Rovio

logo studia Rovio Animation

Chronologiczna lista produkcji studia Rovio Entertainment – lista gier, seriali i filmów wyprodukowanych przez przedsiębiorstwo.

## Gry
Przed stworzeniem serii gier Angry Birds, Rovio wyprodukowało ponad 51 gier.
- 2005:
  - Paid to Kill (mobilna)
  - Darkest Fear (mobilna)
- 2006: 
  - Darkest Fear: Grim Oak (mobilna)
  - Darkest Fear 3: Nightmare (mobilna)
  - Need for Speed: Carbon (wersja mobilna)
  - Wolf Moon (mobilna)
  - Cyberblood (mobilna)
- 2007:
  - Dragon & Jade (mobilna)
  - Star Marine (mobilna)
- 2008:
  - Burger Rush (mobilna)
  - Totomi (iOS)
- 2009:
  - Angry Birds (iOS, Macintosh, Windows Phone, Windows, Android)
- 2010:
  - Angry Birds: Seasons (iOS, Macintosh, Android, Windows)
- 2011:
  - Angry Birds Rio (iOS, Android, Windows, Macintosh)
- 2012:
  - Angry Birds Friends (WWW)
  - Angry Birds Space (iOS, Android, Windows, Macintosh)
  - Amazing Alex (iOS, Android)
  - Bad Piggies (iOS, Windows, Macintosh, Android, WWW, Windows Phone)
  - Angry Birds: Star Wars
- 2013:
  - The Croods
  - Angry Birds Friends (iOS, Android)
  - Angry Birds Star Wars 2 (iOS, Android, Windows)
  - Angry Birds Go! (iOS, Android, Windows Phone, Blackberry 10)
- 2014:
  - Angry Birds Epic
  - Angry Birds Stella
- 2015:
  - Angry Birds POP!
  - Angry Birds Transformers
  - Angry Birds 2

## Seriale
- Angry Birds Toons (2013–2016)
- Piggy Tales (2014–2019)
- Angry Birds Stella (2014–2016)
- Angry Birds Blues (2017)
- Angry Birds BirLd Cup (2018)
- Angry Birds Zero Gravity (2018)
- Angry Birds on the Run (2018–2020)
- Angry Birds MakerSpace (2019–2020)
- Angry Birds Slingshot Stories (2020)
- Angry Birds Bubble Trouble (2020–2021)
- Angry Birds: Summer Madness (2021)

## Filmy[a]
| Data premiery (USA) | Data premiery (POL) | Tytuł (USA)             | Tytuł (POL)   | Dystrybucja (USA)       | Dystrybucja (POL)             | Budżet     | Przychody brutto | Inne uwagi               |
| ------------------- | ------------------- | ----------------------- | ------------- | ----------------------- | ----------------------------- | ---------- | ---------------- | ------------------------ |
| 20 maja 2016        | 27 maja 2016        | The Angry Birds Movie   | Angry Birds   | Sony Pictures Releasing | United International Pictures | 73 mln USD | 352,3 mln USD    | jako Rovio Animation     |
| 14 sierpnia 2019    | 20 września 2019    | The Angry Birds Movie 2 | Angry Birds 2 | Sony Pictures Releasing | United International Pictures | 65 mln USD | 154 mln USD      | jako Rovio Entertainment |